# آن (زمان)

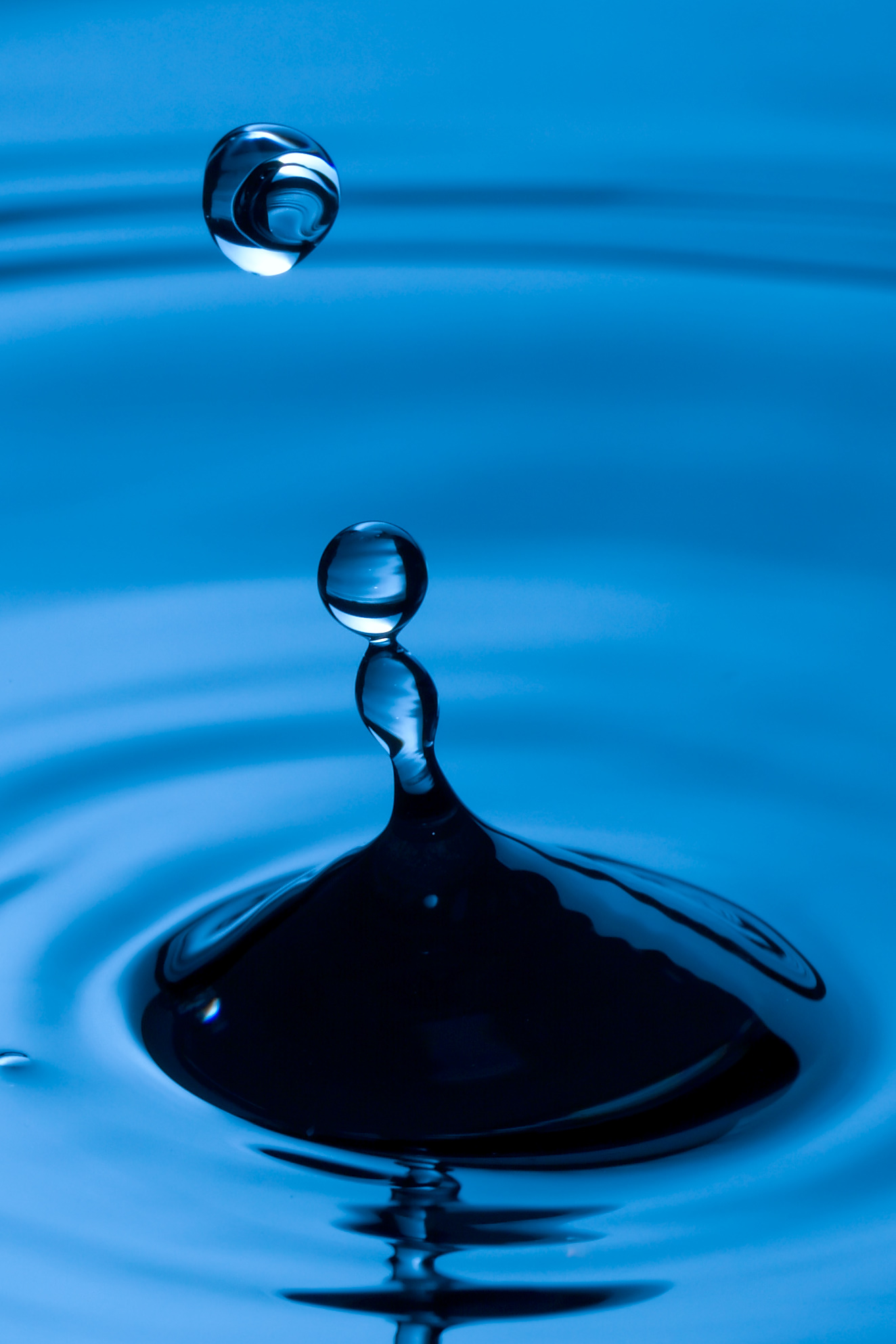
قطرات آب

آن (دم) (به انگلیسی: Instant) در نظر فیلسوفان عبارت است از پایان گذشته و آغاز آینده. این دو، توسط «آن» از یکدیگر جدا می‌شوند.
«آن» حد دو زمان گذشته و آینده است. نسبت «آن» به زمان مانند نسبت نقطه به خط نامتناهی است و نسبت واحد به عدد.
همچنانکه وجود نقطه در خط وجود فرضی است، وجود «آن» هم در زمان یک وجود مفروض است. «آن» تقسیم ناپذیر است و با سیلان خود، زمان را پدیدمی‌آورد.
«آن» دائمی، امتداد حضور الهی است که توسط آن، ازل در ابد مندرج می‌شود و هر دوی آنها در زمان حال مندرج می‌شوند. پس ازل و ابد توسط «آن»، متحد می‌شوند. به همین مناسبت، «آن» را باطن زمان و اصل زمان نامیده‌اند.
آن با سیلان خود، ترسیم امتداد زمانی را به وجود می‌آورد.